# Igor Borissowitsch Simonenko

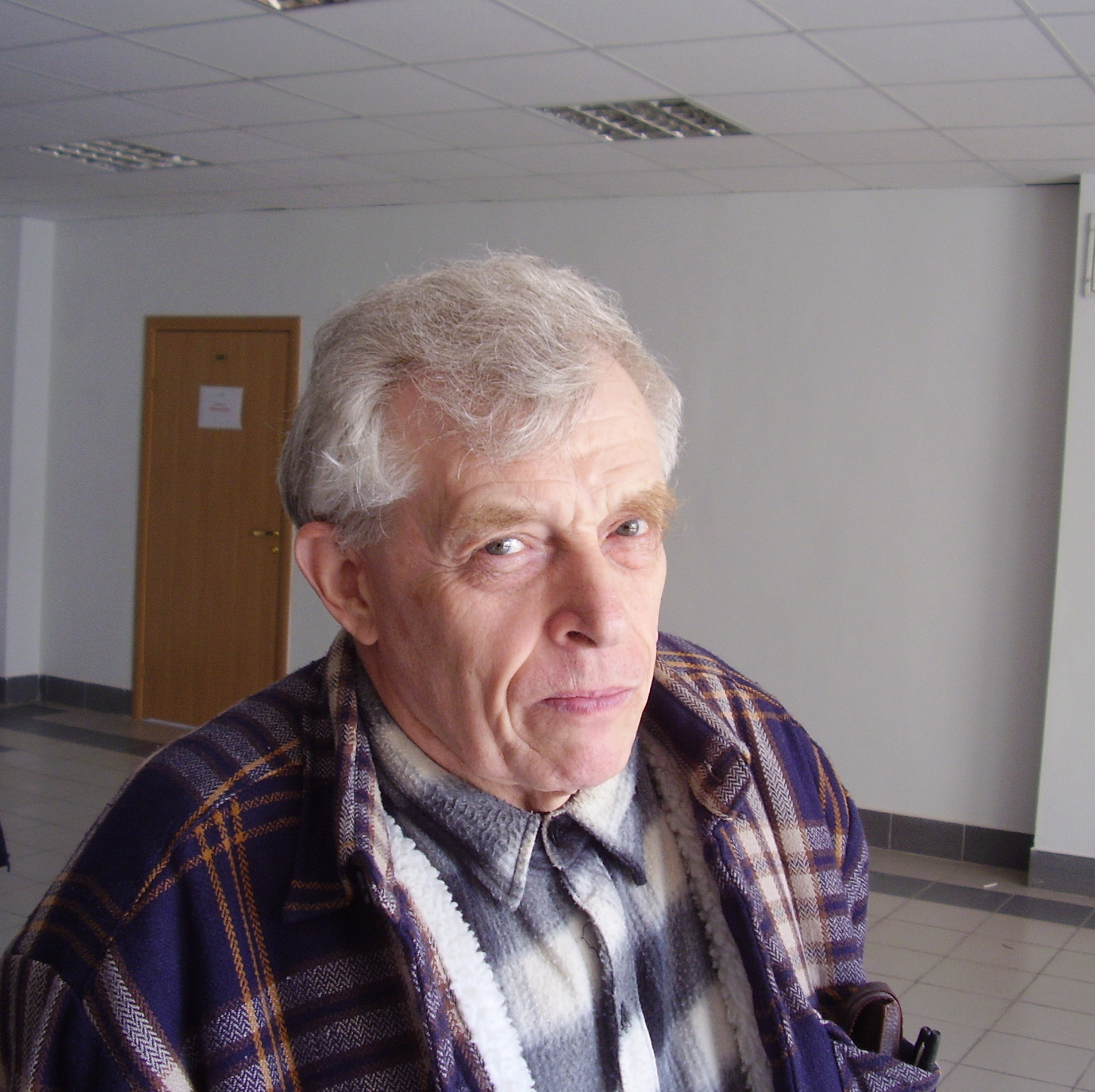
Igor Borissowitsch Simonenko (2006)

Igor Borissowitsch Simonenko (russisch Игорь Борисович Симоненко; * 16. August 1935 in Kiew; † 22. März 2008 in Rostow am Don) war ein russischer Mathematiker, Professor, Doktor der physikalischen und mathematischen Wissenschaften, Verdienter Wissenschaftler der Russischen Föderation.

## Biografie
Igor Borissowitsch Simonenko wurde am 16. August 1935 in Kiew geboren. Im Jahr 1947 trat er in die Luhansker Maschinenbau-Fachschule ein und arbeitete später in einer Fabrik. Seit 1953 studierte er an der Fakultät für Mechanik der Rostower Staatliche Universität und schloss sie 1959 mit Auszeichnung ab. Die Ergebnisse seiner Diplomarbeit wurden in den Berichten der Akademie der Wissenschaften der UdSSR veröffentlicht.
Dann setzte er sein Studium in der Graduiertenschule fort. Sein wissenschaftlicher Leiter war Professor Fjodor Dmitrijewitsch Gachow. 1961 verteidigte er seine Kandidatenthese. Sechs Jahre später, im Alter von 32 Jahren, schrieb er seine Doktorarbeit.
Er war seit 1970 Professor. Im Jahr 1972 wurde er zum Leiter der neu geschaffenen Abteilung für Algebra und Diskrete Mathematik der Rostower Universität ernannt.
Simonenko schrieb zwei Monographien über die Anwendung des lokalen Prinzips. Die Effizienz des lokalen Prinzips erwies sich als so hoch, dass es die Grundlage für zahlreiche neue mathematische Entwicklungen in den größten wissenschaftlichen Zentren der ehemaligen UdSSR, den USA, Deutschland und Israel wurde. Während seiner Forschung hat er Entdeckungen auf dem Gebiet der eindimensionalen und multidimensionalen singulären Integralgleichungen gemacht. Die Ergebnisse wurden in der akademischen Presse veröffentlicht und später von der American Mathematical Society ins Englische übersetzt.
Igor Simonenko beaufsichtigte die Verteidigung von 30 Kandidaten- und 4 Doktorarbeiten.
Er starb am 22. März 2008 in Rostow am Don.